# آلنسپیرون
آلنسپیرون (انگلیسی: Alnespirone) یک آگونیست کامل گیرنده 5-HT1A از کلاس شیمیایی آزاپیرون است. این ماده دارای اثرات ضد افسردگی و ضد اضطراب است.